# یان مارینیس
یان مارینیس (اسپانیایی: Jhan Mariñez‎؛ زادهٔ ۱۲ اوت ۱۹۸۸) بازیکن بیس‌بال اهل جمهوری دومینیکن است.
وی در مسابقات کشوری و بین‌المللی در مجموع برندهٔ ۱ مدال برنز شده‌است.